# Isabellflugsvamp
Isabellflugsvamp (Amanita eliae) är en svampart som beskrevs av Quél. 1872. Isabellflugsvamp ingår i släktet flugsvampar och familjen Amanitaceae.  Arten är reproducerande i Sverige. Inga underarter finns listade i Catalogue of Life.